# Urucuia
Urucuia là một đô thị thuộc bang Minas Gerais, Brasil. Đô thị này có diện tích 2072,34 km², dân số năm 2007 là 11486 người, mật độ 5,5 người/km².